# Независни Грци
Независни Грци (грч. Ανεξάρτητοι Έλληνες), познати по свом акрониму АНЕЛ (од грч. ΑΝΕΛ, стилизовано као ΑΝ.ΕΛ.), је десничарска грчка ванпарламентарна политичка странка. АНЕЛ je била у коалицији и члан владе Грчке са Коалицијом радикалне левице (СИРИЗА).

## Историја

### Оснивање
Странка је основана 24. фебруара 2012. од Паноса Каменоса, бившег члана парламента конзервативне Нове демократије (НД). Каменос је избачен из посланичке групе Нове демократије након гласања против коалицијоне владе Лукаса Пападемоса. Декларација о формирању странке је званично проглашена 11. марта 2012.

### Идеологија и програм
Економски, странка позива на одбацивање првог и другог меморандума, који су потписани између Грчке, ЕУ и Међународног монетарног фонда ради наводног смањивања грчког спољног дуга. Такође залаже се за одузимање имунитета и истраге и кривична гоњења против политичара који су договарали те споразуме. Позната је и по анти-немачким ставовима и по тражењу ратне одштете почињене током битке за Грчку.
У децембру 2012. године АНЕЛ је најавила стварање платформе за стварање патриотског демократског фронта, с циљем да спасе "Грчку из неолибералне лавине."
Странка се противи мултикултуризму, хоће драстично смањивање имиграције и подржава православно оријентисани школски програм. Оптужена ја за ксенофобију и хомофобију.

## Изборни резултати
| Хеленски парламент |         |         |         |          |         |           |       |   |       |                    |   |     |         |   |   |
| Датум              | Гласови | Гласови | Гласови | Мандати  | Мандати |           | Место |   |       |                    |   |     |         |   |   |
| Датум              | #       | %       | ±%      | #        | ±       |           | Место |   |       |                    |   |     |         |   |   |
| мај 2012.          | 670.957 | 10,6%   |         | 33 / 300 |         | Опозиција | 4°    |   |       |                    |   |     |         |   |   |
| јун 2012.          | 462.406 | 7,5%    | 3,1     | 20 / 300 | 13      | Опозиција | 4°    |   |       |                    |   |     |         |   |   |
| 2015.              | 293.371 | 4,8%    | 2,7     | 13 / 300 | 7       | Влада     | 6°    |   |       |                    |   |     |         |   |   |
| 2015. (септембар)  | 200.423 | 3,7%    | 1,1     | 10 / 300 | 3       | Влада     | 10°   | - | 2019. | - нису учествовали | - | 3,7 | 0 / 300 | 3 | - |